# Kem Sokha
Kem Sokha, né le 27 juin 1953, est un homme politique et militant des droits de l'homme cambodgien.
Il fonde le 19 avril 2007 le parti des droits de l'homme, opposé au gouvernement de Phnom Penh et qui obtient 3 sièges aux élections législatives de 2008.

## Biographie
Kem Sokha nait dans la province de Takeo, au sud-est du Cambodge.
En 1981, après une formation en droit à Phnom Penh, il part étudier en Tchécoslovaquie, où il obtient une maîtrise en chimie.
À son retour, en 1986, il est chargé de remettre en service une brasserie à Sihanoukville, avant d’intégrer une distillerie à six kilomètres de Phnom Penh, où il contribue à élaborer un whiskey cambodgien.
En 1991, il est à l’origine de la première organisation cambodgienne de défense des droits de l’homme, la « Vigilance des droits de l’homme au Cambodge ».
En 1992, il devient secrétaire général du Parti libéral démocratique bouddhiste (PLDB) de Son Sann.
En 1993, il est élu à l'Assemblée constituante qui, une fois la constitution approuvée, devient législative. Sokha reste député jusqu’en 1998. Il dirige une commission des droits de l’homme qu’il avait auparavant contribué à créer.
En 1995, à la suite d'une scission au sein du PLDB, il choisit de rejoindre le nouveau Parti de Son Sann (PSS), dont il est à nouveau secrétaire général.
En 1999, à la suite de la fusion du PSS et du FUNCINPEC, il est élu sous cette nouvelle étiquette au sénat et préside les commissions sénatoriales des droits de l’homme et de réception des plaintes. Il fut le premier parlementaire à proposer la création du conseil suprême de la magistrature et à vouloir mettre en place des lois anti-corruption et de déclaration de patrimoine.
De 2000 à 2007, il a été le chef de la délégation cambodgienne d’un groupe indépendant de défense des droits de l’homme auprès de l’ASEAN, militant pour la création d’une commission des droits de l’homme au Cambodge.
En 2002, il quitte le FUNCINPEC, auquel il reproche son manque d’indépendance et de transparence vis-à-vis du gouvernement. Il fonde alors, et préside jusqu’en 2007, le Centre cambodgien pour les droits de l’homme (CCDH), un réseau national composé de plus de 9 000 antennes dispensant des formations et des réunions publiques dans les villages, où les habitants pouvaient exprimer leurs problèmes, essentiellement des récriminations à l’encontre du pouvoir en place. Il lança aussi la radio « La voix de la démocratie », un des programmes radiophoniques les plus populaires du pays.
Il crée et dirige également de 2005 à 2007 l'alliance pour la liberté d’expression au Cambodge, comprenant 28 organisations et conduit à ce titre les principales activités de cette alliance, notamment la campagne du ruban jaune en faveur de la liberté d’expression, et une marche historique de seize jours pour promouvoir la liberté d’expression, la non-violence et la tolérance politique.
Il est emprisonné le 31 décembre 2005 pour diffamation à cause d’une banderole qui, lors d'une manifestation du CCDH, critiquait un accord frontalier controversé signé en octobre 2005 entre le Premier ministre Hun Sen et le Viêt Nam. Le 16 janvier 2006, il est libéré grâce à une forte mobilisation populaire et internationale et organise une marche de trois jours, soutenue par les instances bouddhistes pour appeler le gouvernement à décriminaliser le délit de diffamation.
En 2007, il quitte le CCDH et retourne à la politique, créant, le 19 avril, avec Son Soubert, Kéo Rémy et Pen Sovan, le Parti des droits de l'homme. Plusieurs organisations de défense demanderont en vain à Kem Sokha de changer le nom de son parti, pour éviter « une confusion des genres entre les activités politiques du parti, et celles des ONG qui sont, quant à elles, réellement indépendantes et au service de l'intérêt général ».
Aux élections législatives de 2008, le Parti des droits de l'homme décroche 3 des 123 sièges en jeu, dont un dans la province de Kampong Cham, dévolu à Kem Sokha.
En 2012, il crée le Parti du sauvetage national du Cambodge (PSNC) en s'alliant avec le Parti Sam Rainsy qui obtient 56 sièges lors des élections législatives de 2013.
Il est emprisonné dans un centre de détention de la province de Tboung Khmum à la suite de son arrestation le 3 septembre 2017 pour des allégations de trahison, puis relâché le 10 novembre 2019. En novembre 2017, le PSNC est dissous et 118 de ses membres, dont Sokha, sont interdits de politique pendant cinq ans.
En mars 2023, Un tribunal de Phnom Penh condamne Kem Sokha à 27 ans de prison pour "collusion avec des étrangers" et trahison.

## Sources
1. ↑  https://www.theguardian.com/world/2023/mar/03/us-condemns-fabricated-case-as-cambodian-opposition-leader-is-jailed-for-27-years-treason-kem-sokha

- (en) Cet article est partiellement ou en totalité issu de l’article de Wikipédia en anglais intitulé « Kem Sokha » (voir la liste des auteurs).
- (fr) Amnesty International, 6 janvier 2006, Cambodge. Prisonniers d’opinion/ défenseurs des droits humains menacés.
- (fr) Amnesty International, 13 janvier 2006, Cambodge. Prisonniers d’opinion/ défenseurs des droits humains menacés.
- (fr) Radio France internationale, 7 mars 2006, Invité Asie, Kem Sokha, Président du Centre cambodgien pour les droits de l'Homme
- (en) Phnom Penh Post, 7 au 20 avril 2006, Who is afraid of Khem Sokha ?
- (fr) Cambodge Soir, 13 avril 2007, « Kem Sokha souhaite créer "le parti des droits de l'Homme" »(Archive.org • Wikiwix • Archive.is • Google • Que faire ?)
- (fr) Cambodge Soir, 17 mai 2007, « Kem Sokha revient des États-Unis la tête pleine d’idées »(Archive.org • Wikiwix • Archive.is • Google • Que faire ?)
- (en) Sralanh Khmer, 24 avril 2007, Kem Sokha Seeks Supports for His Human Rights Party in US
- (fr) Le petit journal, 28 juin 2007, Kem Sokha refuse de changer le nom de son parti HRP
- (fr) Ka-Set, 24 juillet 2008, « Elections au Cambodge : le Parti des droits de l'Homme, un outsider à prendre au sérieux ? »(Archive.org • Wikiwix • Archive.is • Google • Que faire ?)
- Chheang Bopha, « Cambodge : le Parti des droits de l'homme, outsider des urnes », sur Rue89, nouvelobs.com, 26 juillet 2008